# Pajanangger
Pajanangger is een bestuurslaag in het regentschap Sumenep van de provincie Oost-Java, Indonesië. Pajanangger telt 5665 inwoners (volkstelling 2010).